# Radiyya Begum

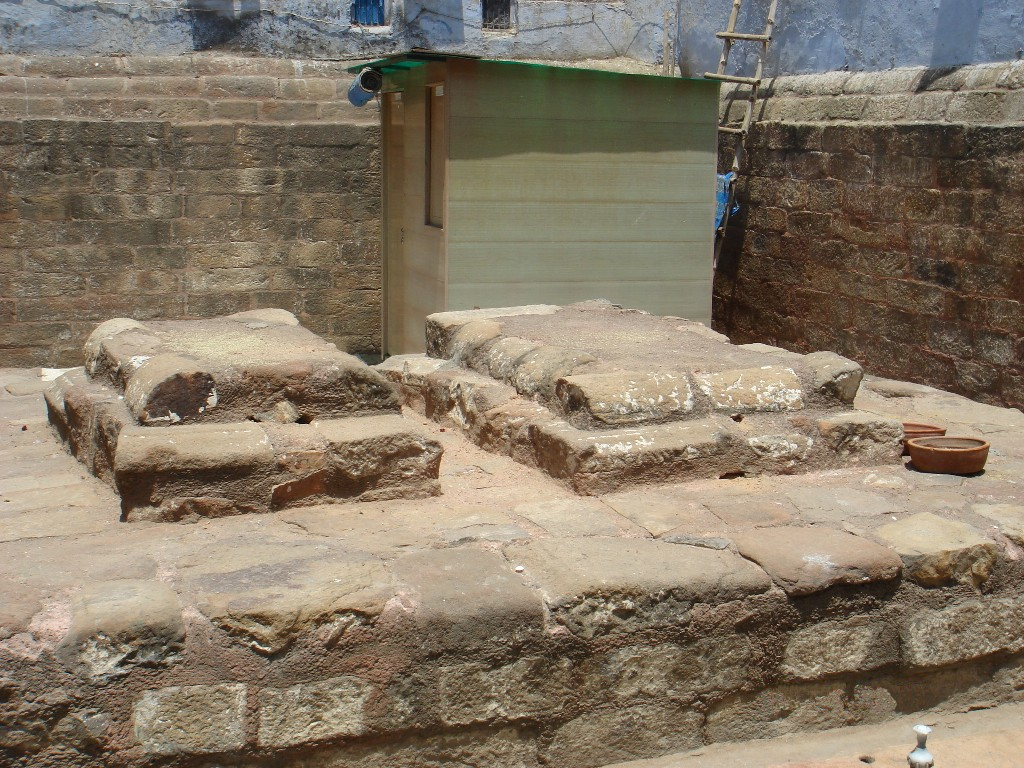
Radiyya Begums grav

Radiyya Begum, Razia Sultan, urspr. Razia al-Din, född 1205, död 1240, var regerande sultaninna av Delhisultanatet 1236–1240. Hon var en av få kvinnliga monarker i det muslimska Indiens historia.

## Biografi

### Tidigt liv
Radiyya Begum var dotter till sultanen Iltutmish av Delhi. Fadern utpekade henne som tronföljare före hennes fyra bröder. Vid faderns död 1236 usurperade dock brodern Rukn Al-Din tronen under 7 månader. Hon uppsteg sedan själv på sultanens tron.
År 1232 återvände Iltutmish till Delhi efter att ha erövrat fästningen i Gwalior. Eftersom hans äldste son, guvernören i Bengalen Nasir al-Din Mahmud hade dött vid den tiden, kallade Iltutmish in sin vesir och flera emirer och meddelade att hans arvtagare skulle vara hans dotter Razziya. Taj al-Mulk Mahmud skulle förbereda en påbörjad förordning.

### Tronföljare
År 1236, före sin död, överlämnade sultan Iltutmish tronen till sin dotter Razziya, eftersom han ansåg att hans söner var oförmögna att bära ansvaret för att styra riket. Men hans släktingar, som inte ville acceptera en kvinna som sin suverän, krönte Rukn-ud-din Firuz, den äldsta av Iltutmishs tre söner, till tronen. Det ledde till attacker från utomstående och interna konflikter. En av Iltutmishs söner dödades (forskare är oense om namnet på sonen: Ibn Battuta säger att det var Muizz al-Din, men Hikmat Bayur och Bahriye Üçok hävdar att det var Kutb al-Din Muhammad Shah). 
Ghiyas-ud-din Muhammad, Iltutmishs andra son, ledde ett uppror i Awadh. Guvernörerna i Budaun, Multan, Hansi och Lahore gjorde uppror. Izz-ud-din Tughril Tugan-khan, som styrde Bengal sedan 1236, erkände inte Delhis auktoritet. Malik Saif-ud-din invaderade Punjab. Rukn-ud-din ledde en armé och emirerna för att undertrycka upproret. I Delhi stannade sultan Shah Turkan och systern Razziya, som hade en dålig relation. Rykten spreds att Shah Turkan planerade att döda Razziya. Det uppstod en konflikt mellan deras anhängare och folket i Delhi stödde Razziya. I november 1236 utropades Razziya till regent. Rukn Al-Din greps av hennes emirer, fängslades och dödades (enligt Ibn Battutas version var Rukn-ud-din inte på ett fälttåg utan i en moské. Razziya påminde Delhis invånare om avrättningen av sin bror och gjorde uppror. En folkmassa bröt sig in i moskén och tillfångatog Rukn-ud-din. Han avrättades efter detta.) De belägrade Razziyas huvudstad. Hon hade inte tillräckligt med styrkor för att slåss mot dem, men genom skickliga intriger lyckades hon så split mellan dem (Malik Izz ad-Din Kabir-Khan Ayyaz och Malik Izz ad-Din Muhammad Salari gick över till Razziyas sida). Alliansen bröts upp, upproriska ledare splittrades och några av dem dödades (Malik Ala al-Din Jany dödades i byn Nakawan, Malik Saif ad-Din Kudji dödades i fångenskap, Nizam-ul-Mulk Muhammad Junaidi flydde till Sir-Mur Bardara-bergen).
Efter det visade alla härskare från Lucknow till Debal lydnad och underkastelse. Bengalens härskare erkände frivilligt sig som en vasall till Delhisultanatet.

### Regeringstid
Razziya stod inför en mycket svår uppgift. Guvernörerna i Budaun, Multan, Hansi och Lahore under ledning av vesiren Rukn-ud-din, Nizam-ul-Mulk Muhammad Junaidi, marscherade mot Delhi; de ville inte acceptera hennes trontillträde. De belägrade Razziyas huvudstad.
Radiyya ska ha upprättat lag och ordning inom Delhisultanatet och genomförde reformer, exempelvis avskaffandet av hijab för kvinnor. Själv uppträdde hon i officiella sammanhang klädd som en man.
Sedan Radiyya gjort en etiopisk slav till sin närmaste förtrogna började det turkiska hovpartiet intrigera mot henne. När hon 1240 befann sig i Bathinda för att slå ner ett uppror genomfördes en palatskupp, och brodern Bahram utropades till ny sultan.
Radiyya svarade med att genast gifta sig med Malik Altuniya, som var den upproriske guvernören i Bathinda, och sökte därefter återta sin tron. Bahram, som stöddes av det turkiska hovpartiet, besegrade dock Radiyya. Hon dödades när hon flydde slagfältet.